# 조일현
조일현(曺馹鉉, 1955년 7월 15일~)은 대한민국의 정치인이다. 제14·17대 국회의원을 지냈으며 대한핸드볼협회 회장을 역임했다.

## 학력
- 1955년 7월 15일 강원도 홍천 출생
- 노천국민학교 졸업
- 동화중학교 졸업
- 제일고등학교 졸업
- 상지대학교 행정학 학사
- 한양대학교 행정자치대학원 행정학 석사
- 베이징대학 대학원 법학 박사
- 경기대학교 대학원 행정학 박사
- 서울대학교 행정대학원 국가정책 수료
- 고려대학교 정책대학원 정당정치 수료

## 경력
- 농촌문제연구소 소장
- 상명대 강사,상지대 초빙교수
- 중국북경대 파견교수
- 대한핸드볼협회 회장
- 대한민국항공회 명예총재
- 강원도의 자존심과 이광재 지키기 비상대책위원장
- 새로운미래 강원도당 공동위원장

## 국회의정활동
- 14,17대 국회의원 역임(강원도 홍천 횡성군)
- 통일국민당 대변인,정책위의장
- 열린우리당 원내수석부대표
- 국회 운영위원회,정보위원회 간사
- 국회 농림해양수산위원회 의원
- 국회 건설교통위원회 위원장(2006.09~2008.05)
- 중도개혁통합신당 창당준비위원회 공동위원장, 최고위원
- 대통합민주신당 최고위원
- 한.중 의원외교협의회 부회장
- 한.이집트 의원친선협회 회장

## 논문
- 효과적인 정책결정을 위한 모형설정에 관한 연구(1987)
- 국회 상임위제도와 전문성 실태에 관한 연구(1996)
- 한국 정부형태에 관한 연구(2003)

## 저서
- 미래 한국의 권력구조(2004)

## 역대 선거 결과
|  | 5.32% |

|  | 19.14% |

|  | 52.77% |

|  | 30.89% |

|  | 31.35% |

|  | 43.13% |

|  | 41.43% |

|  | 48.19% |

|  | 34.99% |

|  | 11.89% |

|  | 1.06% |

## 같이 보기
- 홍천군 (1988년 선거구)
- 홍천군의 국회의원
- 홍천군·횡성군
- 횡성군의 국회의원